# Josep Maria Llebaria Rabascall

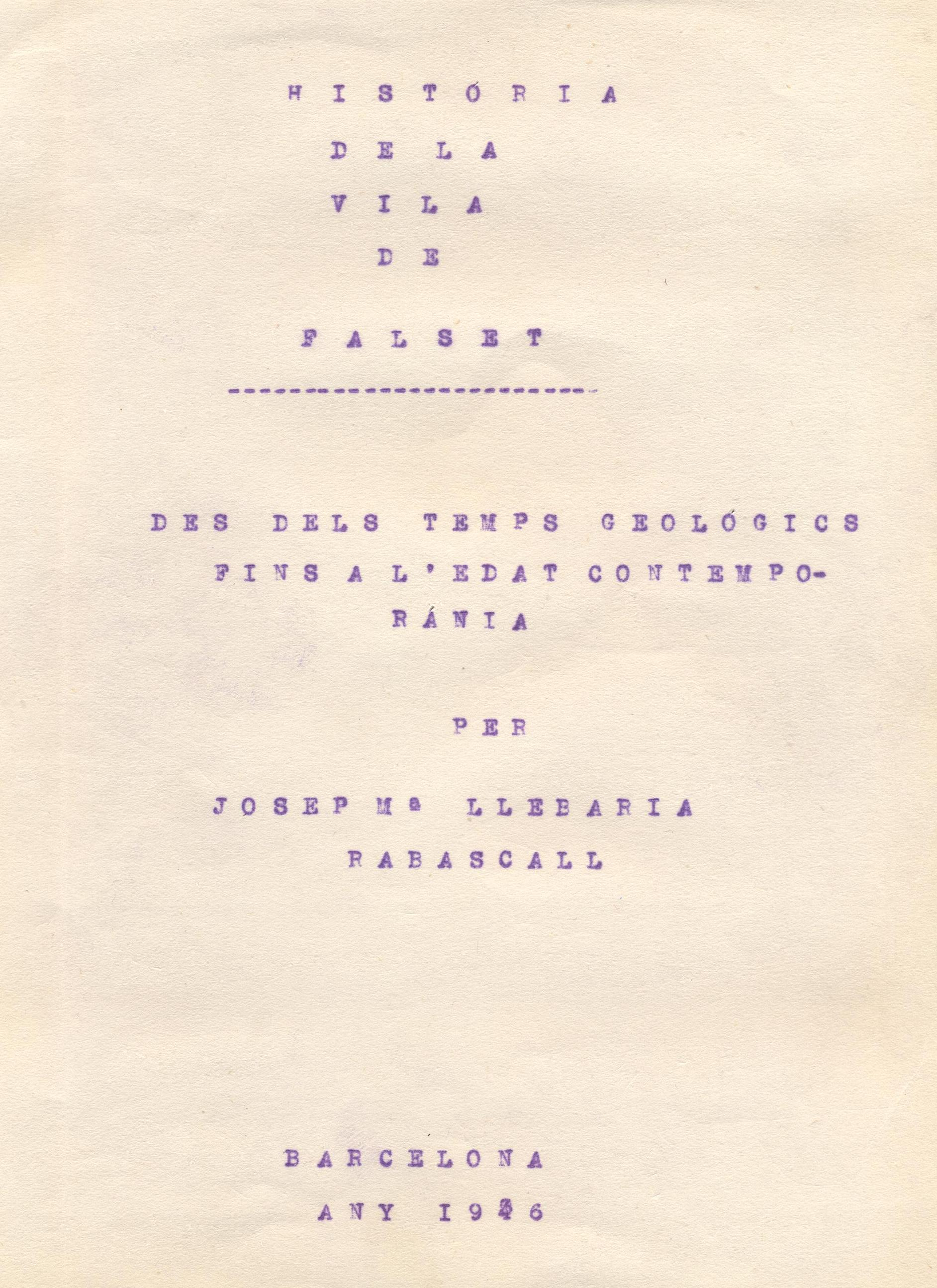
Portada del llibre mecanografiat

Josep Maria Llebaria Rabascall (Falset, 7 d'abril de 1870 - Barcelona, 27 d'octubre de 1948) fou un escriptor català. Era fill de Francesc Llebaria Amorós, de Falset, i Teresa Rabascall Porta, de Porrera.
Va treballar gairebé 40 anys per a la xarxa catalana de la "Compañía de los ferrocarriles de Madrid a Zaragoza y Alicante" coneguda per MZA.
A Barcelona, col·laborà amb grups apolítics o no, però sempre nacionalistes, per exemple el Foment Catalanista de Barcelona, el Centre Escolar Catalanista, l'Associació Popular Regionalista o la Unió Catalanista.
Publicà en diversos periòdics del país, sobretot de Barcelona i de la seva vila nadiua Falset, on publicà textes en el quinzenari Priorat. També conreà la poesia i escrigué un Diccionari de tecnicisme poétich. La seva obra més important i que ha restat inèdita és una història de Falset, História de la vila de Falset. Des dels temps geológics fins a l'Edat Contemporánia datada el 1936, però que començà a treballar-hi en la dècada dels anys 20.